# Блэк, Джереми
Джереми Блэк (англ. Jeremy Black; род. 30 октября 1955, Лондон) — британский историк, профессор истории в Университете Эксетера. Старший научный сотрудник Центра изучения Америки и Запада в Исследовательском институте внешней политики в Филадельфии. Автор более 180 книг, главным образом о британской политике и международных отношениях 18-го века. Джереми Блэк был назван «самым плодовитым историческим ученым нашего века».

## Биография
Блэк окончил Куинз-колледж в Кембридже, после чего поступил в аспирантуру в колледжей Сент-Джонс и Мертон в Оксфорде. С 1980 года он преподавал в Университете Дарема в должности лектора, затем — в должности профессора. В 1996 году Джереми перешел в Университет Эксетера. За всё время он неоднократно выступал с лекциями в Австралии, Канаде, Дании, Франции, Германии, Италии и США.
С 1989 по 2005 годы Джереми был редактором Archives, журнала British Records Association. Одновременно с этим Блэк был членом Совета данной ассоциации (1989—2005), Совета Королевского исторического общества (1993—1996 и 1997—2000 годы) и является членом Совета Общества Списков и Указателей (с 1997 года).
Он работал в редакционных советах History Today, International History Review, The_Journal_of_Military_History, «Истории СМИ» и «журнала Королевского института объединенных услуг» (ныне журнала «RUSI»). Консультант Центра военной истории Барсанти при Университете Северного Техаса. Входил в жюри Longman–History Today Awards (1999).

## Награды и отличия
- 2000 MBE за услуги по оформлению почтовых марок в качестве советника Королевской почтовой службы с 1997 года.
- Премия Самуэля Элиота Морисона 2008 года за прижизненные достижения, присуждаемая Обществом военной истории[англ.][7].

## Работы
Блэк является автором более 180 книг: полный список доступен на его сайте. В 2011 году Блэк представил лекцию «История Лондона» для лекций Марка Фитча.

## Известные книги
- Imperial Legacies: The British Empire Around the World. 2019
- English Nationalism: A Short History 2018
- Naval Warfare: A Global History since 1860. 2017
- Plotting Power: Strategy in the Eighteenth Century. 2017
- Geographies of an Imperial Power: The British World, 1688—1815. 2017
- Combined Operations: A Global History of Amphibious and Airborne Warfare. 2017
- The World of James Bond: The Lives and Times of 007. 2017
- A History of Britain 1945 to Brexit. 2017
- Air Power. 2016
- The Holocaust: History and Memory. 2016
- Insurgency and Counterinsurgency. 2016
- (ed.) The Tory World: Deep History and the Tory Theme in British Foreign Policy, 1679—2014. 2015
- The Cold War. 2015
- The City on the Hill: A Life of the University of Exeter. 2015
- Rethinking World War Two: The Conflict and its Legacy. 2015
- War in Europe. 2015
- The Atlantic Slave Trade in World History. 2015
- Metropolis: Mapping the City. 2015
- A Short History of Britain. 2015
- Other Pasts, Different Presents, Alternative Futures. 2015
- Clio’s Battles: Historiography in Practice. 2015
- Geopolitics and the Quest for Dominance. 2015
- The British Empire. 2015
- A Century of Conflict. 2014
- Politics and Foreign Policy in the Age of George I, 1714—1727. 2014
- British Politics and Foreign Policy, 1727-44. 2014
- The Power of Knowledge: How Information and Technology Made the Modern World. 2013
- London: A History. 2013
- War in the Eighteenth Century World. 2013
- War and Technology. 2013
- Introduction to Global Military History: 1775 to the Present Day. 2012
- A History of the British Isles (3rd edn). 2012.
  - История Британских островов. — Евразия, 2008. — 544 с. ISBN 978-5-8071-0297-3
- Avoiding Armageddon: From the Great War to the Fall of France, 1918-40. 2012
- War and the Cultural Turn. 2012
- Slavery. 2011
- Fighting for America. 2011
- Debating Foreign Policy in Eighteenth Century Britain. 2011
- The Great War and the Making of the Modern World. 2011
- War in the World 1450—1600. 2011
- Crisis of Empire. 2010
- A History of Diplomacy. 2010
- Waterloo. 2010
- War: A Short History. 2010
- Modern British History since 1900 (2000)
- A New History of England (2000)
- Historical Atlas of Britain: The End of the Middle to the Georgian Era (2000)
- Britain as a Military Power, 1688—1815 (1999)
- Why Wars Happen (1998)
- War and the World, 1450—2000 (1998)
- Maps and History (1997)
- Maps and Politics (1997)
- America or Europe: British Foreign Policy, 1739-63 (1997)
- History of the British Isles (1996)
- Illustrated History of Eighteenth Century Britain (1996)
- Warfare Renaissance to Revolution, 1492—1792 (1996)
- British Foreign Policy in an Age of Revolution (1994)
- Convergence or Divergence? Britain and the Continent (1994)
- European Warfare, 1660—1815 (1994)
- The Politics of Britain, 1688—1800 (1993)
- History of England (1993)
- Pitt the Elder (1992)
- A System of Ambition? British Foreign Policy, 1660—1793 (1991)
- War for America: The Fight for Independence 1775—1783 (1991)
- Sir Robert Walpole and the Nature of Politics in Early Eighteenth Century Britain (1990)
- Culloden and the '45 (1990)
- The Rise of the European Powers 1679—1793 (1990)
- The English Press in the Eighteenth Century (1987)
- The Collapse of the Anglo-French Alliance 1727-31 (1987)
- Natural and Necessary Enemies: Anglo-French Relations in the Eighteenth Century (1986)
- The British and the Grand Tour (1985)
- British Foreign Policy in the Age of Austria (1985)

## Статьи
- Black, Jeremy. «Could the British Have Won the American War of Independence?» («Могли ли британцы выиграть американскую войну за независимость?») Journal of the Society for Army Historical Research. (Autumn 1996), Vol. 74 Issue 299, pp 145–154. online 90 minute video lecture[9]
- Jason S. Page. Boildown Study on Supernatant Liquid Retrieved from AW-106 in December 2012. — Office of Scientific and Technical Information  (OSTI), 2013-06-04.